# عبد الله سليط
عبد الله سليط  ولد في (4 أغسطس 1959)،أديب وشاعر سوري يكتب المحكي والعامودي وشعر التفعيلة والنثر وله مؤلفات ادبيه وفلسفيه حية وابحاث تاريخية عن منطقة سوريا. يكتب الشعر العمودي والتفعيلي، والمحكي الموزون، يكتب بالدوريات والصحف الأدبية الورقية والألكترونية..

## نبذة
ولد الشاعر في 4 آب عام 1959 في قرية حب نمرة في محافظة حمص. درس كهرباء اختصاص الكترون وعمل في سوريا في الكنترول والتحكم ومن ثم انتقل للعمل في دولة الكويت في 9/12/1992 يكنى بأسم أرام السوري تيمناً بالملك السوري أرام. إهتم بقرأة الأدب والشعر واللغة العربية وتأثر بالشعر والشعراء العرب والمحليين، قرض الشعر منذ نعومة اظفاره.

## بالشعر
في الشعر ألف أربعة دوواوين وهي 
نهر العطش: وهو ديوان شعر غزل
كاس الوعد: ديوان شعر غزل
جراح وطن: شعر وطني
صدى الغربة: وجدانيات
لديه مجموعه ضخمه من القصائد المتفرقة والمنشورة في الصحف العربية والسورية 
دعي لعشرات الامسيات والقاءات الإعلامية في الاذاعات والقنوات التلفزيونيه والصحفيه في سوريا ولبنان. يكتب في العديد من المواقع الإلكترونية. تتميز كتابات الشاعر عبد الله بغزارة الصور الاحاسيس العفوية التي تشرح الواقع المعيشي للمواطن والوطن وايضاً الغزارة في العاطفة والغزل الرقيق.

## بعض أعماله
عن دمشق، شعر فصحى:
دمشق كالتبر يبدو حين يحترق
ترنو له الشمس والأنوار والأفق
فيستحيل قلادا لا شبيه له
قرط من الدر شمس زانها الأفق
شجرة الزيتون شعر محكي.
بجشيماني بدمع عينو سقاكي.
الكريم وبارك بغلّة جناكي.
وخضار اللون ما بيغيب عنك.
تنعش شهر غطّاكي وكساكي.
وحمامة نوح لولا غصن منك.
كان البر ضايع من سماكي 

## وصلات خارجية
- مقابلة مع الأديب عبد الله سليط
- قصيدة مزاميرامه... بقلم الشاعر عبد الله سليط
- العربي اليوم وشعر ارام سليطي